# المرجعية الدينية

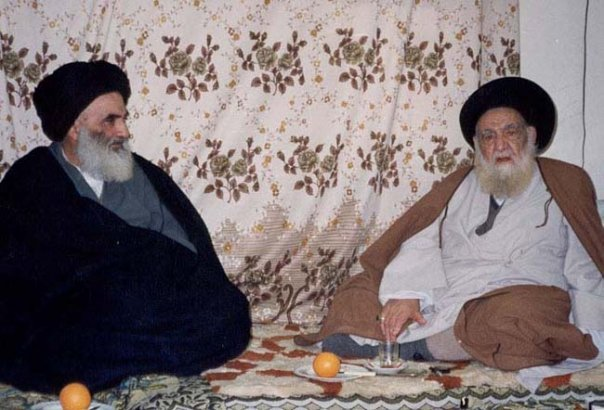
أبو القاسم الخوئي (مُتوفى سنة 1992) وعلي السيستاني من أشهر مراجع الشيعة المعاصرين.

المرجعية الدينية هي مفهوم شيعي معناه رجوع المسلمين الشيعة إلى من بلغ رتبة الاجتهاد والأعلمية (على خلاف في اشتراط الأخيرة) في استنباط الأحكام الشرعية، ومن أصبح مؤهلاً لمنصب الإفتاء وأصدر آرائه في الأحكام الفقهية في كتاب يسمّى الرسالة العملية يعبّر عنه بـ (الـمَرْجِع الدِّينِيِّ) أو (آية الله العظمى) في المصطلح الشيعي، يرجع الشيعة إلى المراجع أو مراجع التقليد لمعرفة الأحكام الفقهية، وقد يمتد نفوذ المراجع إلى التدخل في مسائل سياسية واجتماعية. كما وقع ذلك مراراً في تاريخ المرجعية الشيعية. والمرجع هو طالب علوم دينية درس في الحوزات العلمية (النجف وقم غالباً) وقضى سنيناً في الدراسات العليا حتى حاز على رتبة الاجتهاد وأصبح مؤهلاً للإفتاء. استدل على مشروعية المرجعية بالدليل العقلي القاضي بأن يرجع الجاهل في الأمور التي لا يعلمها إلى المتخصص العالم بها، وبما روته الكتب الحديثية الشيعية عن الإمام المهدي آخر أئمة الشيعة من قوله: «وأما الحوادث الواقعة فارجعوا فيها إلى رواة حديثنا، فإنهم حجتي عليكم وأنا حجة الله.» 

## نبذة تاريخية
لقد كان الشيعة في القرون الإسلامية الأولى يرجعون إلى أئمة أهل البيت يستفتونهم في مسائل الحلال والحرام. وقد استمر هذا الحال إلى زمان الإمام الثاني عشر المهدي الذي يعتقد الشيعة بأنه قد غاب غيبيتين؛ الأولى كانت الغيبة الصغرى وكان له سفراء يشكّلون حلقة التواصل بين المهدي وبين شيعته في مختلف الأقطار، فكانوا يحملون إليه رسائل شيعته ومحبيه وأسئلتهم، ثم يأتون إليهم بالجواب، ومن مهامهم أيضاً أنهم كانوا يستلمون الحقوق الشرعية - الأخماس - ويحملونها إلى المهدي أو يتصرفون بها حسب ما تقتضيه المصلحة. وقد استمر عصر الغيبة الصغرى من سنة 260 هـ حتى سنة 329 هـ. والسفراء الأربعة هم على التوالي: عثمان بن سعيد العمري، وابنه محمد بن عثمان العمري، والحسين بن روح النوبختي، وعلي بن محمد السمري.
بوفاة السفير الرابع علي بن محمد السمري؛ انتهى عصر الغيبة الصغرى فبدأ عصر الغيبة الكبرى حيث بدأ الشيعة يرجعون في أحكام الدين والفتاوى الشرعية إلى علماء الدين الذين تصدّوا للمرجعية واستمر عصر الغيبة الكبرى إلى زماننا الحالي.

## واجب المكلف
حين يصل الشيعي إلى سن التكليف يتوجب عليه أن يعمل بالأحكام الشرعية ويتوصل للحكم الشرعي بإحدى ثلاث طرق:
- الاجتهاد: هي رتبة علمية يصل إليها المتخصص بالعلوم الدينية الحوزوية تؤهله لتحديد الأحكام الشرعية وبيانها استناداً إلى الأدلة المستخرجة من القرآن والأحاديث.[3]
- التقليد: أن يقلد أحد المجتهدين ويعمل بفتاواه وما توصل إليه اجتهاداته، وعوام الشيعة هم من المقلدين للمجتهدين، هذا والتقليد يكون في الحكم الشرعي الفقهي فقط، أما أصول الدين والعقائد فلا يُقلد فيها ويجب على المكلف أن يبحث فيها عن الدليل والبرهان باتفاق جميع المراجع.[4]
- الاحتياط: الاحتياط يعني اقتضاء أن ينحو المكلّف طريق الحيطة في جميع أعماله وذلك بأن يأخذ بما يكون موافقاً للرأي الفقهي لجميع مراجع التقليد، وهذا يعني أن لا يترك واجباً أو يفعل محرماً على رأي أي واحد المراجع. فيكون بهذا قد عمل بشرائط الاحتياط ويكون على يقين من براءة ذمته فيما يتعلق بتكليفه الواقعي.

## شرائط المرجعية
من أهم الآثار التي وردت في المرجعية والتقليد هو ما يُروى عن المهدي قوله: أما الحوادث الواقعة فارجعوا فيها إلى رواة حديثنا، فإنهم حجتي عليكم، وأنا حجة الله عليهم. وكذلك ما رُوي عن الحسن بن علي العسكري قوله: أما من كان من الفقهاء صائناً لنفسه حافظاً لدينه مخالفاً على هواه مطيعاً لأمر مولاه، فللعوام أن يقلدوه، وذلك لا يكون إلا بعض فقهاء الشيعة لا جميعهم. فإن من ركب من القبايح والفواحش مراكب فسقة العامة فلا تقبلوا منا عنه شيئاً ولا كرامة. وكثيراً ما يُستدل بالحديث الأخير على الشرائط التي ينبغي لها التوافر في المرجع، كما أن في الحديث دلالة على أن الشرائط التي ينبغي توافرها في المرجع لا تنطبق إلا على بعض فقهاء الشيعة وفيه نهي من العسكري عن الرجوع في التقليد إلى من لا تنطبق عليهم الشرائط. فيُستخرج من هذين الحديثين وغيرهما الشروط التي يجب توافرها في المرجع المجتهد -على الاختلاف في تحديد هذه الشروط بين فقهاء الشيعة-:
| - البلوغ. - العقل. - الإيمان، والمقصود أن يكون شيعياً إثني عشرياً. - الذكورة. - الاجتهاد. |  | - العدالة. - طهارة المولد. - الحياة - وفي هذا الشرط اختلاف بين مراجع الشيعة، ويأتي تفصيله فيما بعد. - أن لا يقل ضبطه عن المتعارف.(2) - الأعلمية. أي أن يكون أعلم من بقية المراجع، ويأتي تفصيل ذلك فيما بعد. |

## تقليد الميت وتقليد الحي
من أهم المسائل الخلافية بين مراجع الشيعة وفقهائهم هي مسألة تقليد الميت، حيث يمكن تقسيم الآراء في هذه المسألة إلى ثلاثة آراء:

### جواز تقليد الميت مطلقاً
أجاز بعض مراجع الشيعة القدماء الرجوع في التقليد إلى الميت ابتداءً، غير أن هذا الرأي لا يعتدّ به عند المراجع الحاليين، وتتميز المدرسة الأخبارية بأن معظم المراجع المنتسبين إليها يجيزون تقليد الميت ابتداءً، والمدرسة الأخبارية حالياً ليس لها أي مرجع حي فكل العوام المنتسبين إليها يرجعون في التقليد إلى مراجع متوفين كيوسف البحراني والحر العاملي وحسين العصفور وغيرهم، ولم تتفرد المدرسة الأخبارية في قولها بجواز تقليد الميت، فهناك عدد قليل من الأصوليين شذّوا عن العموم وذهبوا إلى القول بجواز تقليد الميت.ولكن هناك مراجع من الشيعة الاصولية يجوزون ذلك مثل السيد كمال الحيدري و الشيخ محمد إبراهيم الجناتي.

### حرمة تقليد الميت مطلقاً
بعض مراجع الشيعة المعاصرين يذهبون إلى وجوب تقليد الحي وحرمة تقليد الميت مطلقاً، وممن ذهب إلى هذا الرأي من المراجع المعاصرين الصادق الروحاني، والبشير النجفي حيث ردّ في كتابه وقفة مع مقلدي الموتى على أستاذه الخوئي ومحسن الحكيم طارحاً أدلته حول ذلك.

### جواز تقليد الميت استدامةً
تقليد الميت استدامةً أو البقاء على تقليد الميت هو أحد الآراء في هذه المسألة، ومعظم مراجع الشيعة الحاليين على هذا الرأي بحيث أن المُكلّف لو قلّد مرجعاً في حال حياته فإنه من الممكن أن يبقى على تقليده بعد وفاة هذا المرجع، بل إنّ بعضهم يوجب تقليد الميت (استدامةً) إذا ابتدأ المُكلّف بتقليده في حال حياته وإحرازه شرط الأعلمية فيه. وقد أفتى بجواز تقليد الميت استدامةً محمد الصدر، وصادق الشيرازي، وشمس الدين الواعظي.

## التبعيض
التبعيض هو العمل بفتاوى أكثر من مرجع، ولا يعني ذلك أن يأخذ المكلف ما يعجبه من مرجع وما يعجبه من مرجع آخر، وإنما المكلف يرجع إلى مرجع واحد فقط ولكن مرجعه قد يتوقف عن الفتوى في مسألة معينة أو يفتي بالاحتياط الوجوبي فعلى المكلف في هذه المسألة أن يعمل بالاحتياط أو يقلد مرجعاً آخر.

## الشهادات والأعلمية
يشترط الأكثرية من فقهاء الشيعة في التقليد أن يقلّد المكلف المرجع الأعلم الذي فيه صفة الأعلمية، ويختلف تعريف الأعلم من شخص لآخر؛ إلّا أنهم إجمالاً يوافقون ما ذكره محمد كاظم الطباطبائي اليزدي في كتابه العروة الوثقى وهو قوله: ”المراد من الأعلم من يكون أعرف بالقواعد والمدارك للمسألة، وأكثر إطلاعا لنظائرها والأخبا، وأجود فهما للأخبار، والحاصل أن يكون أجود استنباطاً“. ويستندون في ذلك على روايات عديدة، ومنها: ”عن عمر بن حنظلة، قال: سألت أبا عبد الله (عليه السلام) عن رجلين من أصحابنا بينهما منازعة في دين أو ميراث فتحاكما - إلى أن قال - فإن كان كل واحد اختار رجلاً من أصحابنا فرضيا أن يكونا الناظرين في حقهما واختلف فيهما حكماً، وكلاهما اختلفا في حديثكم؟ فقال: الحكم ما حكم به أعدلهما وأفقههما وأصدقهما في الحديث وأورعهما، ولا يلتفت إلى ما يحكم به الآخر“.
ولاية الفقيه تُعرّف بأنها ولاية وحاكمية الفقيه الجامع للشرائط في عصر غيبة الإمام حيث ينوب الولي الفقيه عن الإمام في قيادة الأمة وإقامة الحكم. وتنقسم ولاية الفقيه إلى قسمين:
1. الولاية العامة:
2. الولاية المطلقة:

## قائمة أسماء كبار مراجع الشیعة
ترأس طائفة الشيعة الإمامية، جملة من العلماء الأعلام، وهم :

1- محمد بن يعقوب الكليني: محمد بن يعقوب بن أسحاق الكليني الرازي، المتوفي 329 هـ، صاحب كتاب: الكافي. 

2- الشيخ الصدوق: أبو جعفر محمد بن علي بن بابويه القمي، المتوفي 381 هـ، صاحب كتاب: من لا يحضره الفقيه.

3-ابن الجنيد الإسكافي: أبو علي محمد بن أحمد الجنيد الأسكافي، توفي 381 هـ، من أعلام الإمامية، وقد ألت إليه رئاسة المذهب.

4-ابن قولويه القمي: المتوفي 386 هـ، من كبار رواة الشيعة الإمامية وزعماءها، صاحب كتاب: كامل الزيارات.

5- الشريف الرضي: محمد بن الحسين بن موسى، المتوفي 406 هـ، نقيب الطالبيين في بغداد.

6- الشيخ المفيد: محمد بن محمد بن النعمان بن عبد السلام الحارثي، المتوفي 413 هـ، شيخ بغداد وفقيهها اللامع. 

7- الشريف المرتضى: علي بن الحسين بن وموسى، المتوفي 436 هـ، وهو شقيق الشريف الرضي، وكان فقيه بغداد الأكبر.

8- أبو الصلاح الحلبي: تقي الدين بن نجم الحلبي، المتوفي 447 هـ، صاحب كتاب: البداية في الفقه.

9- الشيخ الطوسي: أبو جعفر محمد بن الحسن بن علي الطوسي، المتوفي 460 هـ، هو شيخ الطائفة، ومؤسس الحوزة العلمية في النجف.

10- قطب الدين الراوندي: أبو الحسين سعيد بن عبد الله الراوندي، المتوفي 573، صاحب كتاب: آيات الأحكام. 

11- محمد بن منصور الحلي: المعروف بابن أدريس الحلي، المتوفي 598 هـ، شيخ الإمامية ومحّي علم الفقه في زمانه.

12- سيد بن طاووس: رضي الدين، علي بن موسى بن جعفر، المتوفي 664 هـ.

13- المحقق الحلي: جعفر بن الحسن بن يحيى بن الحسن الهذلي، المتوفي 676 هـ، إمام الطائفة، وصاحب كتاب: شرائع الإسلام. 

14- العلامة الحلي: المعروف بابن المطهر الحلي، المتوفي 726 هـ، صاحب كتابي: تذكرة الفقهاء، قواعد الأحكام.

15- الشهيد الأول: أبو عبد الله محمد بن جمال الدين العاملي، المتوفي 786 هـ، صاحب كتاب: اللمعة الدمشقية.

16- ابن فهد الحلي: أحمد فهد الحلي، المتوفي 841 هـ، صاحب كتاب: المهذب البارع.

17- علي الكركي: علي بن الحسين بن محمد بن عبد العال العاملي، المعروف بالمحقق الكركي، المتوفي 870 هـ، أشتهر بقوله بمسألة ولاية الفقيه المطلقة.

18- الشهيد الثاني، زين الدين بن علي الجبعي العاملي : المتوفي 965 هـ، صاحب كتاب: الروضة البهية في شرح اللمعة الدمشقية.

19- أحمد بن محمد الأردبيلي: المعروف بالمحقق والمقدس الأردبيلي، المتوفي 993 هـ.

20- الفتال: رحمة الله بن عبد الله النجفي، المتوفي 1001 هـ، على أغلب التقديرات، وكان مفتي السلطان طهماسب الصفوي.

21 - محمد صاحب المدارك، محمد بن علي بن الحسين بن أبي الحسن الموسوي العاملي، المتوفي 1009 هـ، صاحب كتاب : مدارك الأحكام في شرح شرائع الإسلام.

22- حسن صاحب المعالم، جمال الدين أبو منصور بن الشيخ زين الدين العاملي، المتوفي 1011 هـ، وهو أبن الشهيد الثاني، ومجدد علم أصول الفقه عند الإمامية، وصاحب كتاب : معالم الدين وملاذ المجتهدين. 

23- الشيخ البهائي، محمد بن الحسين الحارثي، المتوفي 1030 هـ، صاحب كتاب : الزبدة في الأصول. 

24-سلطان العلماء،الحسن بن رفيع الدين بن محمد بن محمود بن علي المرعشي الحسيني، المتوفي 1066 هـ.

25- الوحيد البهبهاني، محمد باقر بن محمد أكمل الأصفهاني، المتوفي 1206 هـ، صاحب كتاب : الفوائد الحائرية، وأشتهر بالرد على المنهج الأخباري، والذي تزعمه في ذلك الوقت الشيخ الملا محمد أمين الأسترآبادي.

26- جعفر كاشف الغطاء، المعروف بـ الشيخ جعفر الكبير، المتوفي 1228 هـ، صاحب كتاب : كشف الغطاء، وأشتهر في زمانه فتنة الشمرت والزقرت في مدينة النجف. 

27- أحمد بن زين الدين الأحسائي المعروف بـ الشيخ الأوحد الأحسائي المتوفي سنة 1241 هـ له أكثر من 104 مؤلفاً باللغتين العربية والفارسية ولعل أشهر تلك المؤلفات هو شرح الزيارة الجامعة الكبيرة، ومدفنه في البقيع الغرقد.
28- أحمد النراقي، الملا أحمد بن محمد مهدي النراقي المعروف بالنراقي الثاني، المتوفي 1245 هـ، صاحب كتاب : معراج السعادة، وهو نجل المحقق الكبير الملا مهدي النراقي صاحب كتاب : جامع السعادات.

29- محمد حسن النجفي، محمد حسن بن الشيخ باقر بن عبد الرحيم النجفي المعروف بصاحب الجواهر]، المتوفي 1266 هـ، صاحب كتاب : جواهر الكلام في شرح شرائع الإسلام.

30- مرتضى الأنصاري، مرتضى بن محمد أمين بن مرتضى بن شمس الدين بن محمد شريف الأنصاري الدزفولي، المتوفي 1281 هـ، رئيس الطائفة، والمجدد الأكبر لعلم أصول الفقه في الفكر الشيعي، صاحب كتابي : المكاسب في المعاملات المالية الفقهية، وفرائد الأصول المشهور بكتاب رسائل الشيخ الأنصاري.

31- محمد حسن الشيرازي، الملقب بالمجدد الشيرازي، المتوفي في 1312 هـ، كان له دور بارز في ثورة التنباك في إيران والعراق.

32- محمد كاظم الخراساني، المعروف بالأخوند الخراساني، المتوفي 1329 هـ، صاحب كتاب : كفاية الأصول. 

33- محمد كاظم اليزدي، المتوفي 1337 هـ، صاحب الرسالة الفقهية الشهيرة : بـ العروة الوثقى.

34- محمد تقي الشيرازي، المتوفي 1338 هـ، صاحب النهضة العراقية، كان له دور بارز في مقاومة المحتلين الأنكليز للعراق.

35- شيخ الشريعة الأصفهاني، المتوفي 1339 هـ، تزعم الثورة العراقية الكبرى المسماة بـ ثورة العشرين.

36- عبد الكريم الحائري اليزدي، مؤسس الحوزة العلمية في مدينة قم المقدسة، ألت إلية الرئاسة بعد وفاة شيخ الشريعة الأصفهاني، من مؤلفاته : درر الفوائد في علم أصول الفقه.

37- أبو الحسن الموسوي الأصفهاني، المتوفي 1365 هـ، وكان له دور كبير في معارضة الظواهر الأجتماعية المرفوضة كالتطبير، ودعم الحركات الأصلاحية في مدينة النجف كحركة جمعية منتدى النشر الإسلامي وكليتها الفقهية، وكان له موقف من تعيين الملك فيصل الأول ملكا على العراق، من أهم كتبه كتابه الفقهي : وسيلة النجاة.

38- محمد حسن المظفر، المتوفي 1375 هـ، وقد أوصى له الإمام أبو الحسن الموسوي الأصفهاني، بالصلاة مكانه، والقضاء نيابة عنه، وإشار إليه رئيسا للطائفة الشيعية، إلا ان الشيخ المظَّفر أثر العزلة بعد وفاة المرجع الأصفهاني والتفرغ للتدريس والبحث. ومن ابرز كتبه : دلائل الصدق لنهج الحق.

39 - حسين البروجردي، أصبح المرجع الأعلى للطائفة بعد وفاة المرجع الأصفهاني، وسادت له حوزة النجف وقم، له مولفات عدة منها: جامع أحاديث الشيعة. 

40- محسن الحكيم المتوفي في 1390 هـ، كان له دور في الحركة السياسية في العراق، من مؤلفاته القيمة: مستمسك العروة الوثقى وحقائق الأصول.

41ـ محمد باقر الصدر: قُتل سنة 1980م على يد النظام البعثي في العراق، له مؤلفات عديدة ويعتبر من المصلحين، من مؤلفاته، فلسفتنا، واقتصادنا.
41- السيد روح الله الموسوي الخميني: المتوفي 1409 هـ، تزعم الثورة الأيرانية ضد الشاه محمد رضا بهلوي، وأصبح المرشد الأعلى للثورة الإسلامية في إيران، ويرجع إليه الفضل الأكبر في احياء نظرية ولاية الفقيه المطلقة. من ابرز كتبه الفقهية: تحرير الوسيلة.

42- أبو القاسم الخوئي: المتوفي 1413 هـ، زعيم الطائفة والحوزة العلمية، وأستاذ الفقهاء والمجتهدين. من أبرز كتبه: معجم رجال الحديث.

43- عبد الأعلى السبزواري: المتوفي 1414 هـ، من مراجع الشيعة الكبار ومحقيقيها الذين يجود الزمان بمثلهم. من أبرز كتبه: مهذب الأحكام في مسائل الحلال والحرام. 

44- محمد حسين فضل الله من ابرز المراجع اللبنانين اللذي ينتشر اغلب مقلديه في لبنان والبحرين وقلّة في إيران والعراق.

45- السيد علي الحسيني السيستاني، زعيم الطائفة، وإمام الحوزة العلمية، آلت إليه الزعامة بعد وفاة الإمام السبزواري. من أبرز كتبه: الرافد في علم الأصول.

46-السيد علي الحسيني الخامنئي: زعيم الطائفة، والمرشد الأعلى للثورة الإسلامية في إيران وهو الولي الفقيه الحالي بعد الإمام الخميني، من مؤلفاته: روح التوحيد رفض عبودية غير الله